# Vydas Dolinskas
Vydas Dolinskas (* 8. Mai 1970 in Jonava) ist ein litauischer Kulturhistoriker und Museumsleiter.

## Leben
Nach dem Abitur von 1977 bis 1988 an der 3. Sekundarschule Jonava in Baldininkai absolvierte Dolinskas von 1988 bis 1993 das Diplomstudium der Geschichte an der Vilniaus universitetas und 1992  studierte am Institut für Kunstgeschichte an der Universität Salzburg. Von 1993 bis 1998 promovierte er an der Fakultät für Geschichte der VU. Von 1994 bis 1996 bildete er sich weiter an der Freien Universität Berlin und von 2006 bis 2008 in der Burg Wawel, besuchte Geheimes Staatsarchiv Preußischer Kulturbesitz.
Seit 1996 lehrt er am Lehrstuhl für Geschichte des Mittelalters an der VU. Von 1993 bis 1997 war er Oberlaborant in der Abteilung der Geschichte für Großfürstentum Litauen am Institut für Geschichte Litauens. Von 1998 bis 2008 arbeitete er im Kunstmuseum Litauens als Mitarbeiter und Leiter einer Abteilung. Seit 2009 ist er Direktor vom Nationalmuseum „Palast der Großfürsten von Litauen“.

## Werke
- Simonas Kosakovskis. Politinė ir karinė veikla Lietuvos Didžiojoje Kunigaikštystėje 1763–1794 m., Vilnius, 2003 (Dissertation und Monografie).